# 普蒂尼亚诺
普蒂尼亚诺（義大利語：Putignano），是意大利巴里省的一个市镇。总面积99平方公里，人口27467人，人口密度277.4人/平方公里（2009年）。ISTAT代码为072036。